# Тарасенко Марія Іванівна
Марія Тарасенко (?, Вороніж — †28 серпня 1922 року Київ) — українська підпільниця, зв'язкова штабу Армії Української Народної Республіки у Чернігівській губернії, тепер Сумська область. Жертва російсько-більшовицького окупаційного терору.

## Життєпис

### Походження та навчання
Марія Тарасенко походила зі старовинного козацького роду. Народилась вона в селі Вороніж (тепер Шосткинський район Сумської області) в родині відомого українського діяча Івана Васильовича Тарасенка, який ще в 1905 році був висланий царською владою за межі губернії. У 1917 році Марія Тарасенко, гімназистка випускного класу, входила в «Осередок українців-середньошкільників Києва» і брала участь в організаційній та культурно-освітній роботі. Разом з Ігорем Лоським, який пізніше став учасником бою під Крутами, вона ходила до генерального секретаря народної освіти Івана Стешенка у справі створення бібліотеки і видання власного часопису. Навчалася у Київському університеті святого Володимира. Навчання було перерване, бо Марія Тарасенко з подругою Анастасією Гудимович вступили до студентського куреня Січових стрільців і вирушили на російський фронт під Крути.
Дізнавшись про трагічну загибель друзів-студентів, Марія опікувалась життям товаришів, які воювали, відвідувала в лікарні хворих і поранених.

### Зв'язкова при дивізії Сірожупанників
Протягом двох років виконувала обов'язки сестри-жалібниці, зв'язкової та розвідниці при Дивізії Сірожупанників Армії УНР, яка дислокувалась на Конотопщині і Кролевеччині. У добу Гетьманату Павла Скоропадського дивізія охороняла від більшовиків північні кордони України. Сірожупанна дивізія назву дістала від уніформи, яку носили солдати: короткий сірий жупан, сірі галіфе, сіра із сірим шликом шапка, на якій була уміщена синьо-жовта кокарда з тризубом. Армія була виснажена тифом і боями з переважаючими силами ворога. Марія виконувала небезпечні і відповідальні завдання, ризикуючии життям. Пізніше Марія була зв'язковою штабу Армії Української Народної Республіки з повстанцями Шосткинщини, Глухівщини та Конотопщини.

### У Козачій Раді
На початку 1920 року, подолавши тисячу верст, добралась у Воронеж до рідної хати після дворічної невідомості. На початку 1920-х років на півночі теперішньої Сумщини діяло кілька повстанських загонів, деякі з них контролювали значну територію. Для координації дій таких загонів з урядом УНР було створено повстанком Козача Рада з центром у Києві. У жовтні 1921 року Марія вступила в Козачу Раду, надавала свою квартиру під місце явок членів організації. Марія Тарасенко і Анастасія Гудимович стали зв'язковими штабу. Вони готували відповідних людей для великого повстання у слушний час.
Взимку 1922 року в київському помешканні появився хлопець, «товариш із-за кордону». Як виявилося, то був провокатор.
У лютому 1922 року чекісти обступили будинок № 30 по Великій Підвальній у Києві, де на той час мешкав її батько Іван Тарасенко. На той час туди з'їхались на нараду члени «Козачої ради». Серед арештованих була Марія Тарасенко з чотирнадцятирічним братом і батьком.
Батько Марії Іван Тарасенко проходив у справі ще й як діяч УАПЦ, секретар першого Всеукраїнського Православного Церковного Собору (1921) та Всеукраїнської Православної Ради. Разом з іншими 43 прихильниками УАПЦ, був захоплений у полон російською контррозвідкою і розстріляний.

### Розстріл на Липках
У Витязі із Постанови про закінчення слідства у справі участі Тарасенко Марії у підпільній організації «Козача Рада» було зазначено, що цілком доведено, що
«в 1919 році добровільно вступила в Петлюрівську армію, що в жовтні 1921 року вступила в Козачу Раду, що надавала свою квартиру під місце явок членів організації, що зв'язала Миколу Лозовика з членами Харківської організації, що приймала у себе на квартирі прибувших у підпілля з Румунії».
У ніч з 27 на 28 серпня 1922 року 82 особи на чолі із сотником Лозовиком, в тому числі Марія Тарасенко зі своїм батьком були розстріляні на Липках у Києві. На Шосткинщині, Глухівщині та Конотопщині були проведені арешти місцевих підпільників.